# Trifolium elizabethae
Trifolium elizabethae är en ärtväxtart som beskrevs av Aleksandr Alfonsovitj Grossgejm. Trifolium elizabethae ingår i släktet klövrar, och familjen ärtväxter. Inga underarter finns listade i Catalogue of Life.